# 吉日杜萬

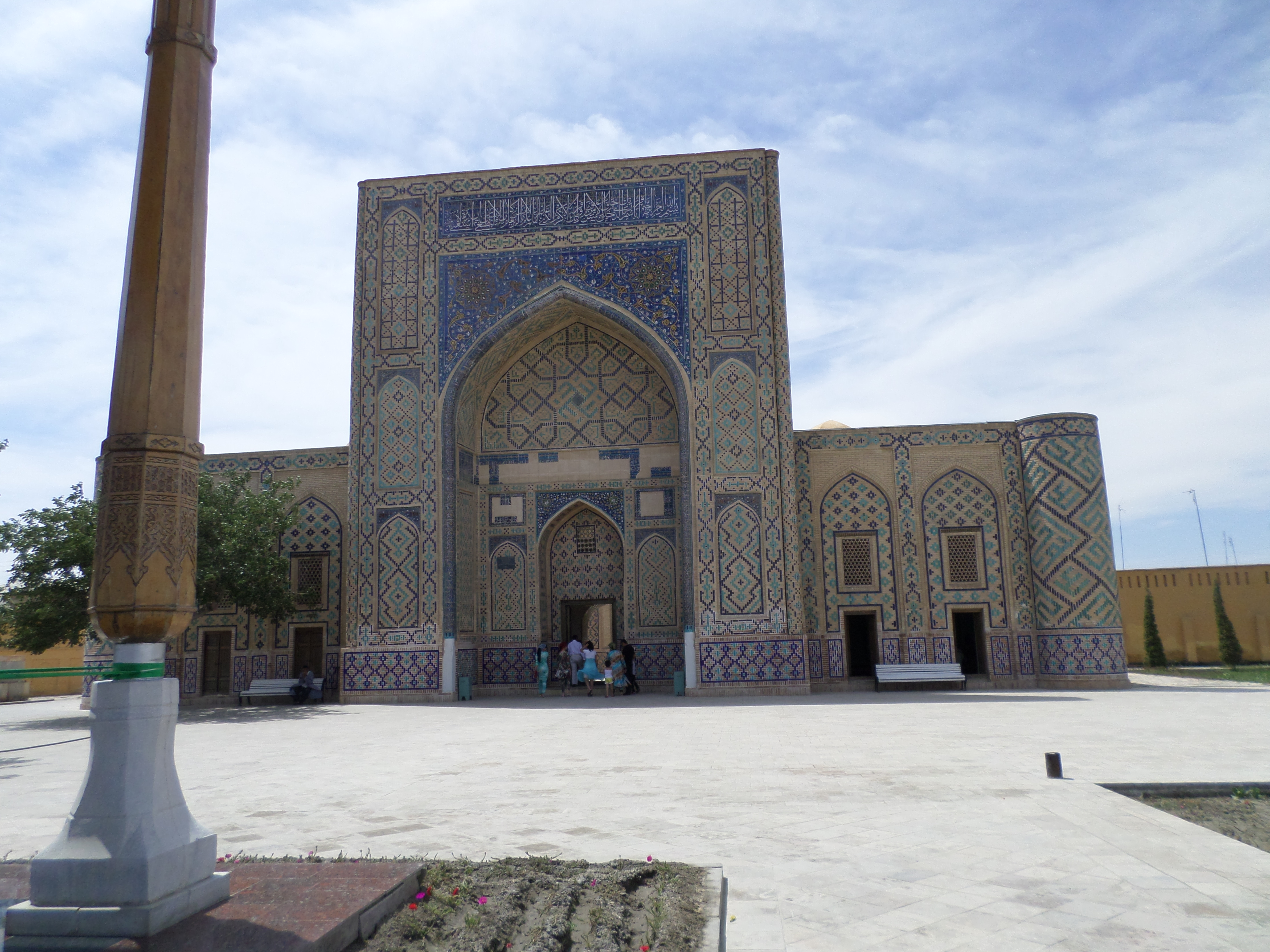

吉日杜萬是烏茲別克的城市，由布哈拉州負責管轄，位於該國中南部，距離首府布哈拉40公里，海拔高度260米，主要經濟活動是棉花業和工藝業，2010年人口44,289。
40°06′N 64°40′E / 40.100°N 64.667°E